# 保莱塔·马戈尼
保莱塔·马戈尼（義大利語：Paoletta Magoni，1964年9月14日—），意大利女子高山滑雪运动员。她曾代表意大利参加1984年和1988年冬季奥林匹克运动会高山滑雪比赛，获得一枚金牌。